# Bernard Gazteluzar
Bernard Gazteluzar, né à Ciboure, le 12 mars 1619 et mort à Pau, France, le 15 avril 1701, est un écrivain, poète basque et jésuite. Bernard Gazteluzar est l'un principaux versificateurs de la langue basque du XVIIe siècle.

## Biographie
Il entre dans la Compagnie de Jésus en 1640 et y vit jusqu'à sa mort dans la maison de Pau. En 1686, il publie Eguia catholicac, salvamendu eternalaren eguiteco necessario direnac (La vérité catholique, qui est nécessaire au salut éternel), un recueil religieux de poèmes divisé en huit parties.
Il prit une part active à la consolidation et à l'expansion de la Compagnie de Jésus au Labourd. Quand il prêchait pour créer une école, il fut appelé à Bayonne avec trois compagnons, mais la bourgeoisie de la ville, principalement janséniste à l'époque, n'accueillit pas les jésuites. Ils décidèrent de faire une seconde tentative à Begoña. Cependant, l'ombre de Jean Duvergier de Hauranne était trop grande et la deuxième tentative échoua également[non neutre].

## Œuvre
- Eguia catholicac salvamendu eternalaren eguiteco necessario direnac (1686)[3]